# Skroniów Fabryczny
Skroniów Fabryczny – przysiółek wsi Książe-Skroniów w Polsce położony w województwie świętokrzyskim, w powiecie jędrzejowskim, w gminie Jędrzejów.
W latach 1975–1998 przysiółek należał administracyjnie do województwa kieleckiego.